# Partido judicial de Coria
El partido judicial de Coria es uno de los siete partidos judiciales de la provincia de Cáceres, en la comunidad autónoma de Extremadura (España). Originalmente fue constituido a principios del siglo XIX, con 18 municipios.

## Geografía

Mapa municipal de la provincia de Cáceres con sus partidos judiciales.

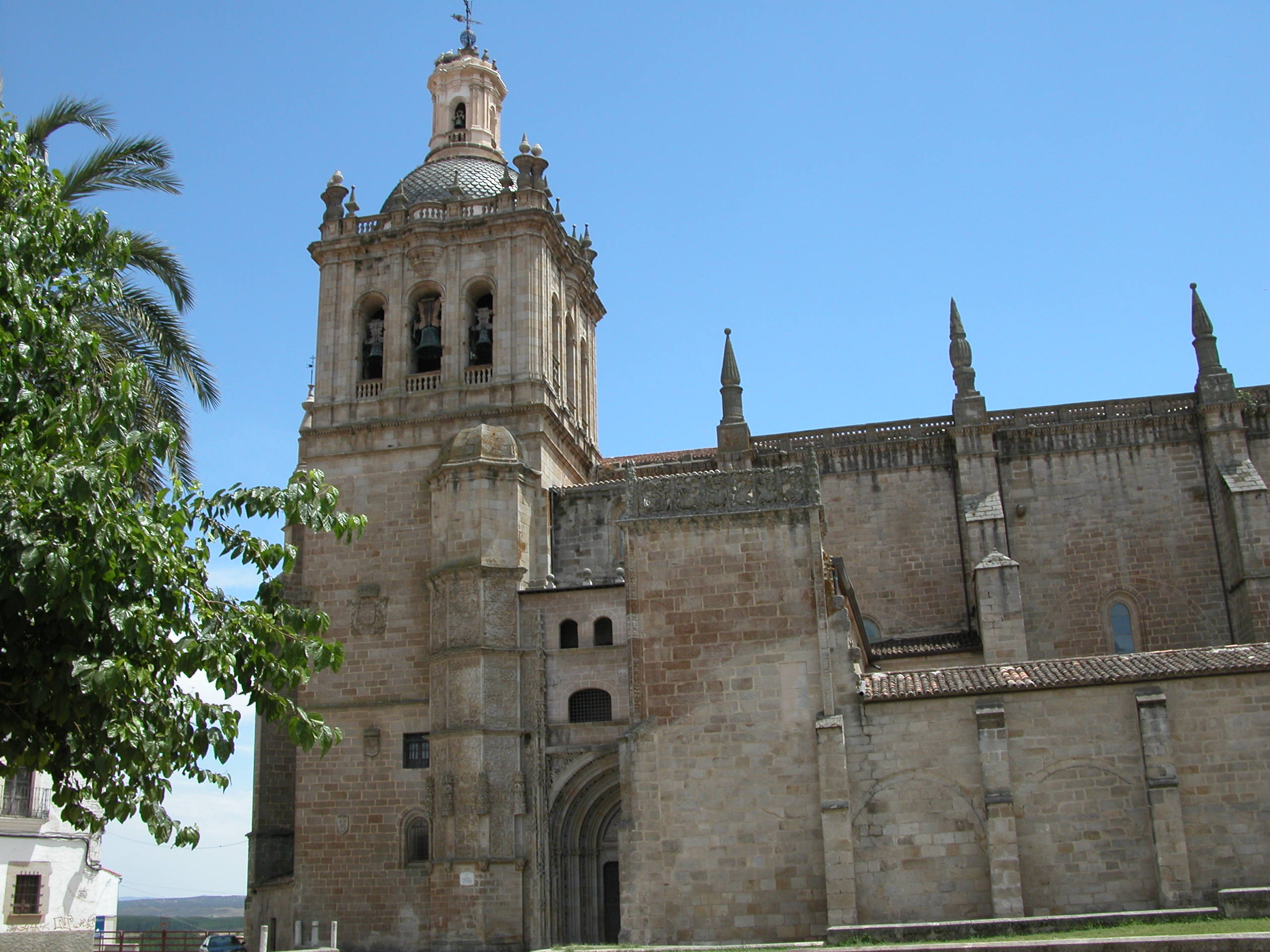
Catedral de Coria.

Está situado en el extremo occidental de la provincia, lindando al norte con el partido de Gata; al sur con el partido de Garrovillas; al este con los de Plasencia y de Granadilla ; y al oeste con el de Alcántara .
Comprende los municipios de :
- Acebo
- Cachorrilla
- Cadalso
- Calzadilla
- Casas de Don Gómez
- Casillas de Coria
- Cilleros
- Coria
- Descargamaría
- Eljas
- Gata
- Guijo de Coria
- Guijo de Galisteo
- Hernán-Pérez
- Holguera
- Hoyos
- Huélaga
- Moraleja
- Morcillo
- Perales del Puerto
- Pescueza
- Portaje
- Pozuelo de Zarzón
- Riolobos
- Robledillo de Gata
- San Martín de Trevejo
- Santibáñez el Alto
- Torre de Don Miguel
- Torrecilla de los Ángeles
- Torrejoncillo
- Valverde del Fresno
- Villa del Campo
- Villamiel
- Villanueva de la Sierra
- Villasbuenas de Gata